# Santa Cecilia del Alcor
Santa Cecilia del Alcor là một đô thị trong tỉnh Palencia, Castile và León, Tây Ban Nha. Theo điều tra dân số 2004 (INE), đô thị này có dân số là 152 người.